# In concreto
En droit, l'appréciation in concreto est celle qui fait état de la situation au moment des faits. Elle fait ainsi référence à une analyse concrète de la situation, s'appuyant sur les éléments liés à la cause de l'infraction. Ainsi, lors d'un procès pour violence, le juge va s'attacher à déterminer l'âge, le sexe, et la situation des personnes impliquées afin de déterminer au mieux la condamnation et les réparations dues à la victime.
Contrairement à l'analyse in abstracto auquel elle s'oppose, l'appréciation in concreto des juges va s'attacher à chaque élément déterminant lorsqu'ils se sont produits.